# Juri Jermakov
Juri Jermakov (ukrainska: Єрмаков Юрій Володимирович), född den 3 september 1970 i Donetsk, Ukrainska SSR, Sovjetunionen ,är en ukrainsk gymnast.
Han tog OS-brons i lagmångkampen i samband med de olympiska gymnastiktävlingarna 1996 i Atlanta.